# ヴァルニキュラ
『ヴァルニキュラ』（Vulnicura）は、アイスランド出身のミュージシャン、ビョークが2015年に発表した9作目のスタジオ・アルバム。

## 背景
カニエ・ウェストやFKAツイッグスなどの話題作を多く担当するプロデューサー、アルカを制作陣に交えたということで話題になった。

## 評価
ラフ・トレード・レコードはこのアルバムを2015年のアルバム1位とした。

## 収録曲
| #  | タイトル                                           | 作詞 | 作曲・編曲 |
| -- | -------------------------------------------------- | ---- | ---------- |
| 1. | 「ストーンミルカー」(Stonemilker)                  |      |            |
| 2. | 「ライオンソング」(Lionsong)                       |      |            |
| 3. | 「ヒストリー・オブ・タッチズ」(History of Touches) |      |            |
| 4. | 「ブラック・レイク」(Black Lake)                   |      |            |
| 5. | 「ファミリー」(Family)                             |      |            |
| 6. | 「ノットゲット」(Notget)                           |      |            |
| 7. | 「アトム・ダンス」(Atom Dance)                     |      |            |
| 8. | 「マウス・マントラ」(Mouth Mantra)                 |      |            |
| 9. | 「クイックサンド」(Quicksand)                      |      |            |

## チャート
| チャート（2015年）               | 最高順位 |
| -------------------------------- | -------- |
| イギリス（全英アルバムチャート） | 11       |
| アメリカ（Billboard 200）        | 20       |
| 日本（オリコンチャート）         | 30       |